# Souhvězdí Jednorožce
Jednorožec je málo nápadné souhvězdí jižně od nebeského rovníku, severně od hvězdy Sirius a východně od souhvězdí Orionu. Nepatří mezi souhvězdí známá už ve starověku a obecně se soudí, že je popsal a pojmenoval až vlámský kartograf a teolog Petrus Plancius na svém globu z roku 1612 a do hvězdných map ho zanesl Jakob Bartsch ve svém díle Usus astronomicus planisphaerii stellati z roku 1624.

## Významné hvězdy
| Hvězda | Jméno | Hvězdná velikost |
| ------ | ----- | ---------------- |
| α Mon  | α Mon | 3,93m            |
| β Mon  | β Mon | 3,74m            |

## Objekty

### Objekty vMessierově katalogu
- M 50 – otevřená hvězdokupa

### Objekty vkatalogu NGC
- V severní části souhvězdí, u hranice se souhvězdím Blíženců, se nachází pouhým okem viditelná otevřená hvězdokupa Vánoční stromeček (NGC 2264) s magnitudou 4,1.
- O 1 stupeň směrem na jihozápad se nachází Hubbleova proměnná mlhovina (NGC 2261) - proměnná reflexní mlhovina vzdálená přibližně 2 500 světelných let s magnitudou 9.
- Na jihozápad od NGC 2261 najdeme mlhovinu Rozeta (NGC 2237). Je to velká emisní mlhovina vzdálená přibližně 5 200 světelných let.
- Uprostřed mlhoviny Rozeta se nachází otevřená hvězdokupa NGC 2244, která má magnitudu 4,8 a za dobrých podmínek je tedy viditelná pouhým okem.
- NGC 2506 je otevřená hvězdokupa v jihovýchodním rohu souhvězdí, vzdálená přibližně 11 300 světelných let.